# Castelo de Verrazzano

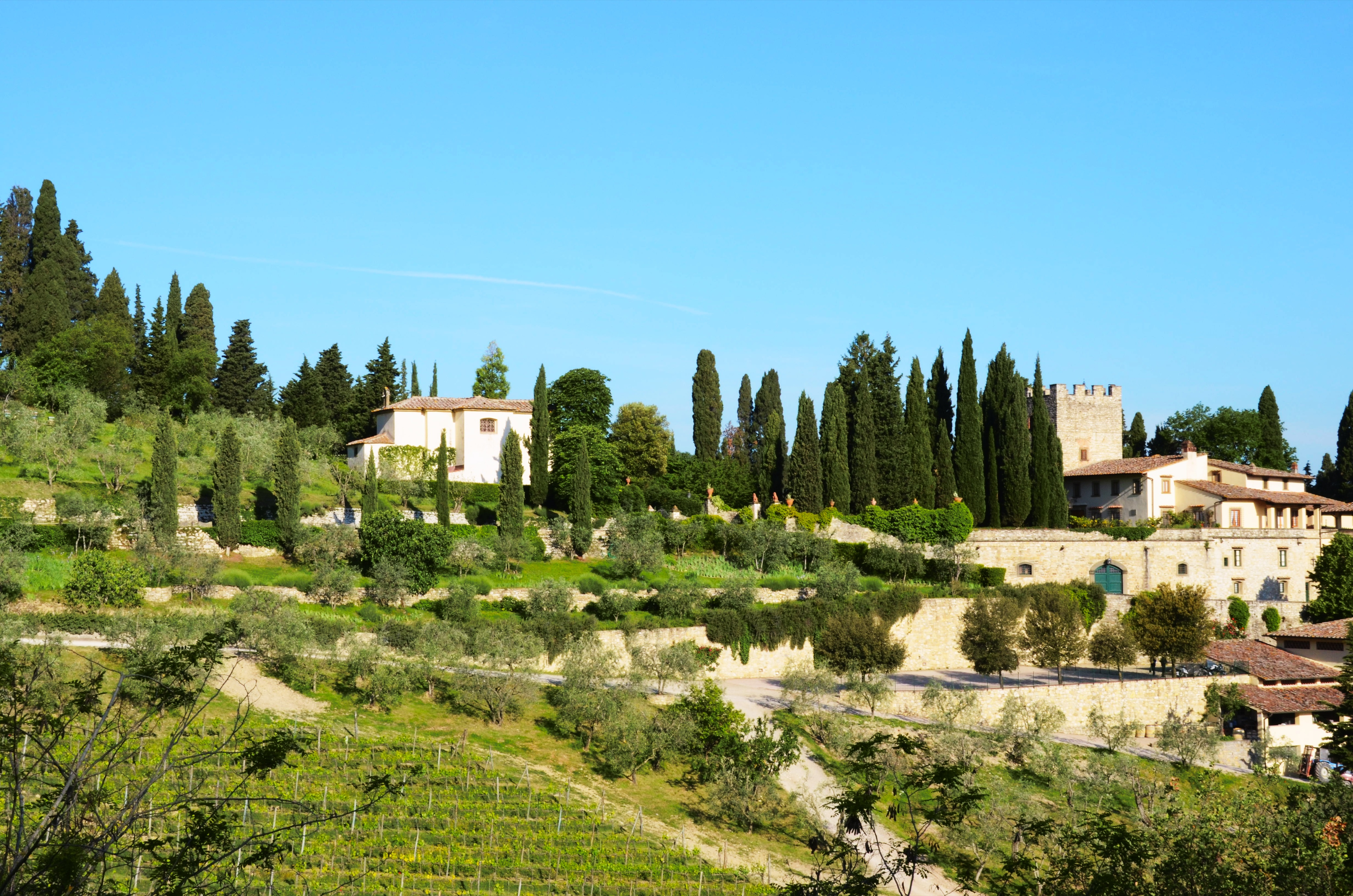
O castelo de Verrazzano

O Castelo de Verrazzano está localizado a cerca de 1,6 km do centro de Greve in Chianti, na Itália, e fica num pico de montanha acima do rio Greve.
O último membro da família Verrazzano morreu em 1819, e a propriedade passou por várias famílias ricas florentinas antes de ir para os Cappellinis.
Um monumento na cidade de Nova York na Ponte Verrazzano-Narrows, que recebeu o nome de Giovanni, inclui três pedras que foram esculpidas a partir da antiga parede do castelo.